# Lou Ottens
Lodewijk Frederik Ottens (Bellingwolde, Países Bajos, 21 de junio de 1926 - Duizel, ibíd., 6 de marzo de 2021), conocido como Lou Ottens, fue un ingeniero neerlandés que trabajó toda su vida profesional en la empresa Philips. Es reconocido por ser el inventor  de la cinta de casete.

## Biografía
Lou Ottens fue el director del equipo que comenzó el trabajo de creación del cassette a principios de los años sesenta dentro de la empresa Hasselt, propiedad de Endhoven Philips. En 1963 se presentó el invento dentro de la feria Internationale Funkausstellung Berlin (IFA) de Berlín y se comienza con su fabricación en serie en Alemania. En 1965 empieza su comercialización en Europa. En 1969, en los Estados Unidos, la discográfica The Mercury Record Company, propiedad de la propia Philips, encargó una primera tirada de cuarenta y nueve títulos en formato casete.
Ottens falleció en Duizel el 6 de marzo de 2021, a la edad de 94 años.